# Meisenbach (Neunkirchen-Seelscheid)
Meisenbach ist ein Ortsteil von Mohlscheid in der Gemeinde Neunkirchen-Seelscheid im Rhein-Sieg-Kreis.

## Lage
Meisenbach liegt abgesetzt im Südosten von Mohlscheid und ist von Wäldern umschlossen. Die Bergkuppe wird vom Steinenbach im Norden und dem Holzbach im Süden begrenzt, die beide in den im Westen verlaufenden Naafbach fließen.

## Geschichte
1830 hatte Meisenbach 62 Einwohner. 1845 gab es im Ort einen Katholiken und 62 evangelische  Einwohner in zwölf Häusern. 1888 gab es 73 Bewohner in 18 Häusern.
Das Dorf gehörte bis 1969 zur Gemeinde Seelscheid.